# Olga Kaniskina
Olga Nikolajevna Kaniskina (Russisch: Ольга Николаевна Каниськина) (Napolnaja Tavla (Mordovië), 19 januari 1985) is een voormalige Russische snelwandelaarster, die gespecialiseerd was in het onderdeel 20 km snelwandelen. Ze werd olympisch kampioene, Europees kampioene en driemaal wereldkampioene in deze discipline. Haar Europese titel en twee van de drie WK-titels zouden haar in 2015 echter worden ontnomen vanwege een overtreding van de dopingregels.

## Biografie

### Goud op WK 2007 en OS 2008
In 2005 won Kaniskina op de Europese kampioenschappen onder 23 jaar (23)  in Erfurt zilver op de 20 km snelwandelen. Met 1:33.33 bleef ze slechts 9 seconden achter op haar landgenote Irina Petrova. Op de Europese kampioenschappen voor senioren in Göteborg, een jaar later, won ze het zilver op dezelfde discipline. Ze won goud op de wereldkampioenschappen van 2007 in Osaka en bij de Olympische Spelen van Peking in 2008 in een olympisch record.

### Goud op WK 2009 en EK 2010
Hoewel Kaniskina op 27 februari 2009 in Adler op de 20 km snelwandelen een tijd liep die sneller was dan het geldende wereldrecord van Olimpiada Ivanova, werd deze prestatie door de IAAF niet erkend als wereldrecord vanwege het ontbreken van voldoende gekwalificeerde scheidsrechters. Later dat jaar won ze op de WK in Berlijn een gouden medaille op de 20 km snelwandelen. Met een tijd van 1:28.09 versloeg ze de Ierse Olive Loughnane (zilver; 1:28.58) en de Chinese Liu Hong (brons; 1:29.10). In 2010 werd Kaniskina ook Europees kampioene op de 20 km snelwandelen. Ditmaal versloeg ze in 1:27.44 twee landgenotes: Anisja Kirdjapkina (1:28.55 - zilver) en Vera Sokolova (1:29.32 - brons).

### Schorsing
Op 21 januari 2015 werd bekend, dat Kaniskina voor de duur van drie jaar en twee maanden was geschorst wegens schommelingen in de bloedwaarden in het biologisch paspoort. De ingangsdatum van de schorsing was 15 oktober 2012. Alle resultaten tussen 15 juli 2009 en 16 september 2009 en tussen 30 juli 2011 en 8 november 2011, evenals haar wereldtitels van 2009 en 2011 werden geschrapt. Op het moment van de uitspraak was Kaniskina niet meer actief als topsportster. Wel zou zij actief zijn als coach in haar hoedanigheid als hoofd van het Russische trainingscentrum, iets wat gedurende haar schorsing niet was toegestaan. Vervolgens werden in maart 2016 ook nog eens al haar prestaties tussen augustus 2009 en 15 oktober 2012 geschrapt. Dit hield in, dat zij hierdoor ook haar zilveren medaille op de Olympische Spelen van 2012 en haar gouden medaille van de EK in 2010 kwijtraakte.

## Titels
- Olympisch kampioene 20 km snelwandelen - 2008
- Wereldkampioene 20 km snelwandelen - 2007, 2009, 2011
- Europees kampioene 20 km snelwandelen - 2010
- Russisch kampioene 20 km snelwandelen - 2006

## Persoonlijke records
| Onderdeel             | Prestatie | Datum            | Plaats      |
| --------------------- | --------- | ---------------- | ----------- |
| 5000 m snelwandelen   | 20.38,2   | 19 juni 2005     | Saransk     |
| 10.000 m snelwandelen | 47.09,0   | 12 juni 2004     | Tsjeboksary |
| 10 km snelwandelen    | 41.42     | 30 mei 2009      | Krakau      |
| 20 km snelwandelen    | 1:24.56   | 28 februari 2009 | Adler       |

## Palmares

### 20 km snelwandelen
- 2005:  EK U23 - 1:33.33
- 2006: 5e Wereldbeker - 1:28.59
- 2006:  EK - 1:28.35
- 2007:  WK - 1:30.09
- 2008:  Wereldbeker - 1:25.44
- 2008:  OS - 1:26.31

- 2009:  WK - 1:28.09
- 2010:  EK - 1:27.44
- 2011:  WK- 1:29.42
- 2012:  Wereldbeker - 1:28.33
- 2012:  OS - 1:25.09

2000: Wang Liping ·
2004: Athanasía Tsoumeléka ·
2008: Olga Kaniskina ·
2012: Qieyang Shenjie ·
2016: Liu Hong ·
2020: Antonella Palmisano ·
2024: Yang Jiayu
1999 Liu Hongyu ·
2001 Olimpiada Ivanova ·
2003 Jelena Nikolajeva ·
2005 Olimpiada Ivanova ·
2007 Olga Kaniskina ·
2009 Olga Kaniskina ·
2011 Olga Kaniskina ·
2013 Liu Hong ·
2015 Liu Hong ·
2017: Yang Jiayu ·
2019: Liu Hong ·
2022: Kimberly García ·
2023: María Pérez